# Инцидент в Хурча (2008)
Инцидент в Хурча 2008 года — нападение 21 мая 2008 года на два микроавтобуса в грузинском селе Хурча, недалеко от линии прекращения огня с частично признанной Республикой Абхазия. Автобусы везли грузин, которые собирались голосовать на проходивших в тот день парламентских выборах. Пострадало 3 человека. Позднее в тот же день во время репортажа по телевидению, когда кабины для голосования были открыты, официальные лица Грузии заявили, что нападение было совершено абхазскими силами. Позже несколько расследований показали, что инцидент, скорее всего, был организован неизвестными грузинскими военнослужащими.

## Атака
Нападение произошло 21 мая 2008 года, в день парламентских выборов в Грузии на футбольном поле в селе Хурча. Два микроавтобуса с избирателями из Гальского района Абхазии прибыли на футбольное поле, где они подверглись обстрелу из стрелкового оружия и гранат. В Зугдиди были госпитализированы 3 человека, один из которых получил серьезные травмы.

## Реакции
Грузия обвинила абхазскую сторону в том, что атака была осуществлена при поддержке России. Абхазская сторона отрицала это и указала, что Хурча, место инцидента, находилось на территории, контролируемой Грузией. 

## Расследования
22 мая Норвежский Хельсинкский комитет и Правозащитный центр Грузии провели расследование нападения. Выяснилось, что автобусы приехали прямо на футбольное поле, а не на избирательный участок. Более того, СМИ уже присутствовали на месте до того, как произошел инцидент. Грузинские спецслужбы немедленно прибыли на место происшествия, хотя Хурча находится в демилитаризованной зоне, а ближайшая база находится в 15 минутах езды. Далее следователи выяснили, что атака была совершена с позиции всего в 100 метрах от грузинской стороны, то есть со стороны, противоположной линии прекращения огня. Все местные очевидцы заявили, что, по их мнению, нападение было организовано грузинской стороной.
Еще одно расследование провела студия Reporter в Тбилиси, снявшая документальный фильм об инциденте. В нем прямо говорилось, что атака была организована грузинской стороной. До того, как автобусы были остановлены гранатами, камера, которая это записывала, уже была установлена на штативе и уже снимала автобусы. Местные жители сообщили, что их пригласили на футбольное поле для видеосъемки, но голосование не упоминалось.
Расследование инцидента Миссией ООН показало, что нападавшие находились на грузинской стороне линии прекращения огня, примерно в 100 метрах от автобусов, и что, хотя веские доказательства личности нападавших отсутствовали, несоответствия заслуживают дальнейшего изучения, особенно предположение о том, что съёмка нападения казалась упреждающей.
В октябре 2013 года при новом правительстве Грузии двое бывших грузинских силовиков, Роман Шаматава и Малхаз Мургулия, были арестованы по обвинению в терроризме и превышении должностных полномочий; Прокуратура утверждала, что нападение на Хурчу было организовано грузинскими спецслужбами с целью «терроризировать мирное население в день выборов». Вскоре Мургулия был освобожден под залог, а Шаматава был оправдан по обвинению в терроризме, но суд постановил, что в июле 2014 года Шаматава «превысил свои служебные полномочия с применением оружия и насилия».